# 手島聖貴
手島 聖貴（てしま まさき、1996年3月23日 - ）は、日本の歌手、タレント、俳優。ダンスボーカルユニット「MXV」のメンバー、「IVVY」の元メンバー。広島県尾道市出身。

## 略歴
- 2014年6月、大阪を拠点に活動するaLoval Boys WESTに加入。2015年5月に活動終了。[2][3]
- 2015年春、GirlsAward×avex『BoysAward Audition』ファイナリストに選ばれる。[4][5]
- 2016年4月にエイベックス・マネジメント所属の育成ユニット「α-X's（アクロス）」に加入。2017年3月31日、グループの活動終了に伴い「α-X's」を卒業。[6]
- 2019年5月にavexを退所、同7月にエーライツ営業二部へ所属。
- 2019年12月にダンス＆ボーカルグループ「ØARCH（ゼロアーク）」を結成。2021年10月5日をもってグループ解散。
- 2022年1月よりダンス＆ボーカルグループ「IVVY（アイビー）」に新メンバーとして加入、メインボーカルの1人を務める。[7] 2024年5月発表のシングル「Runners」にて、初の作詞も担当するなど広範な活動を行った。[8][9]
- 2024年12月25日のZeppShinjuku公演をもって、「IVVY」を解散。
- 2025年1月1日、IVVY元メンバーの5人でダンス＆ボーカルグループ「MXV（エムエックスブイ）」を結成。同日、Danmee株式会社に所属。

## 人物
- 身長：175cm、血液型：A型
- 趣味：ツーリング・ジム通い、特技：サッカー・歌唱
- 地元広島を離れて活動するようになって長いが、現在も快活な広島弁で話す。[10]
- 兄はSOLIDEMO元メンバーで歌手・俳優として活動する手島章斗。[11]

## ディスコグラフィー

### ソロ楽曲
| #   | 配信日        | 作品名        | 販売形態                 | 収録アルバム   | 備考   |
| --- | ------------- | ------------- | ------------------------ | -------------- | ------ |
| 1st | 2020年6月13日 | Want You Back | デジタル・ダウンロード   | ー             | [ 12 ] |
| 2nd | 2021年5月15日 | Touch My Body | デジタル・ダウンロード   | ー             | [ 13 ] |
| 3rd | 2023年3月15日 | Bad Life      | MONS7ER 生産限定盤 Disc2 | IVVY - MONS7ER | [ 14 ] |
| 4th | 2024年3月16日 | イコール      | デジタル・ダウンロード   | ー             | [ 15 ] |
| 5th | 2024年3月16日 | スケッチ      | デジタル・ダウンロード   | ー             |        |

## 出演

### 舞台
- 『私のホストちゃん THE PREMIUM』（東京・2019年2月1日 - 24日、オルタナティブシアター／名古屋・3月2 - 3日、愛知県産業労働センター ウインクあいち／大阪・3月8日 - 10日、松下IMPホール）- 銀河 役[16]
- 『ヒプノシスマイク -Division Rap Battle-』Rule the Stage -Grateful Cypher-（2024年10月4日 - 14日、TOKYO DOME CITY HALL） - 五十里蘭丸 役[17]
- 『ヒプノシスマイク -Division Rap Battle-』 Rule the Stage 《Buster Bros!!! ＆ Bad Ass Temple feat. 糸の会 ＆ WESTEND-MAFIA》（2025年10月17日 - 24日、Kanadevia Hall） - 五十里蘭丸 役[18][19]

### イベント
- 佐々木和也感謝祭〜みんなにありがとうを直接伝える会を行いたいとスタッフさんに相談したら出来ましたスペシャル〜（2019年3月22日、DESEO mini with VILLAGE VANGUARD） - ゲスト出演[20]
- 樫澤優太 29th Birthday Event「Unite」（2023年1月28日、R’sアートコート）- ゲスト出演[21]
- 手島聖貴 28th Birthday Live（2024年3月24日、表参道GROUND）[22]
- 『ヒプノシスマイク -Division Rap Battle-』Rule the Stage《Hypnosis Delight Fes.》（2025年10月25・26日、Kanadevia Hall） - 五十里蘭丸 役[23]

### 映画
- 『ヒプノシスマイク-Division Rap Battle-』Rule the Stage -Grateful Cypher- Cinema Edit （2025年3月21日公開）[24]

### ウェブ番組
- 婚外恋愛に似たもの（2018年6月 - 8月、dTV） - 大船眞秀 役[25]
- 恋愛ドラマな恋がしたい シーズン2（2018年12月1日 - 2019年2月16日、AbemaTV） - まさき 役[26]